# Rio das Mortes
Rio das Mortes es un telefilme alemán dirigido por Rainer Werner Fassbinder, difundido en 1971.

## Trama
Dos amigos, Michel y Gunther, cansados de sus vidas monótonas, están planeando ir a Perú. Están intentando recaudar el dinero necesario para el viaje.

## Ficha técnica
- Título: Rio das Mortes
- Dirección: Rainer Werner Fassbinder
- Guion: Rainer Werner Fassbinder
- Producción: Klaus Hellwig, Peer Raben
- Música: Peer Raben
- Fotografía: Dietrich Lohmann
- Montaje: Thea Eymèsz y Rainer Werner Fassbinder
- Decorados: Kurt Raab
- Vestuario: Kurt Raab
- País de origen: Alemania Occidental
- Formato: color - mono
- Género: comedia
- Duración: 84 minutos
- Fecha de emisión: 1971

## Elenco
- Hanna Schygulla: Hanna
- Michael König: Michel
- Günther Kaufmann: Günther
- Katrin Schaake: Katrin, amiga de Hanna
- Harry Baer: colega de Michel
- Ulli Lommel: el vendedor de coches
- Ingrid Caven: una de las colegas de Hanna
- Magdalena Montezuma: una de las compañeras de Hanna
- Kurt Raab: el empleado de la gasolinera
- Joachim von Mengershausen: Joachim, el amigo de Katrin
- Lilo Pempeit: la madre de Günther
- Walter Sedlmayr: el secretario
- Rainer Werner Fassbinder: pareja de baile de Hanna